# Хресний хід у Курській губернії
Хресний хід у Курській губернії (рос. Крестный ход в Курской губернии) — картина видатного українського художника-реаліста та скульптора Іллі Рєпіна (1844—1930), написана на полотні олією, між 1880 і 1883 роками. Зберігається у Державній Третьяковській галереї у Москві. Розмір картини — 178 × 285,4 см (за іншими даними, 178 × 285,5 см). На картині зображено хресну ходу на честь Курської Корінної ікони Божої Матері, що здійснюється щорічно в 9-у п'ятницю після Великодня і йде з Курського Знам'янського монастиря в Корінну пустинь.
Процесію очолюють одягнені православні священики з іконами, фестонами та хоругвами над головами. За ними йде натовп, переважно селян, але також жебраків та інвалідів, поліцейських та військових, а також представників провінційної еліти. Хресний хід викликав суперечки під час першої виставки через ікону, яку тримав чоловік, схожий на п'яного Івана-дурника.
Сюжет майбутньої картини, що зображує хресний хід, зародився у Рєпіна в 1876—1877 роках, під час поїздки до його рідного міста Чугуєв. Найраніший ескіз, пов'язаний з цією темою, датується 1877. Безпосередня робота над полотном «Хресний хід у Курській губернії» була розпочата в 1880 році у Москві. Картина була представлена на 11-й виставці Товариства пересувних художніх виставок («передвижників»), що відкрилася в Санкт-Петербурзі у березні 1883. Думки критиків розділилися — зокрема, Володимир Стасов вважав картину «одним із найкращих урочистостей сучасного мистецтва», а Дмитро Стахєєв називав полотно «сценою з нашого хворого російського життя», що містить «невмілу брехню» та «несправедливе обвинувачення». У тому ж 1883 полотно «Хресна хода у Курській губернії» було придбано в автора Павлом Третьяковим.
Картина є продовженням соціального контексту Рєпіна в його роботах і висвітлює зловживання, які вчиняються як церквою, так і державою. Про твір він писав: «Я прикладаю всі свої нікчемні сили, щоб спробувати дати справжнє втілення своїм ідеям; життя навколо мене дуже тривожить і не дає спокою — воно так і проситься, щоб його відобразили на полотні…».

## Опис

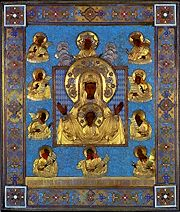
Курська-Корінна ікона Божої Матері, XIII ст.

Праворуч кремезні селяни несуть платформу з іконою у вишуканому неокласичному футлярі; можна розрізнити лише відблиски світла, що відбиваються від золотої ризи, яка покриває ікону. Шереги селян, взявшись за руки, стримують натовп, передній зліва намагається зупинити палицею хлопчика-каліку, який проривається крізь оточення. Поруч їдуть селянські або священицькі управителі, чиновники та поліцейські в уніформі, деякі з останніх відганяють натовп кийками. За іконою йдуть священики і краще одягнені люди з іконами на грудях, а «пихатий, чепуристий і нудьгуючий священик» у ризах ретельно поправляє волосся. Комічний ефект створює огрядна жінка середніх років у жовтій сукні і капелюшку, що несе ікону позаду, яка дуже схожа на священика у своїх ризах. Порожній футляр для ікони, ймовірно, ікони, яку несе заможна жінка, несуть з такою ж пошаною, як і саму ікону. Схил пагорба праворуч, схоже, нещодавно очистили від лісу, і на ньому залишилися свіжі пеньки дерев. Далі позаду ще одна платформа, на якій стоїть, здається, кругла ікона, перед нею два великі хоругви, а за ними крізь хмару пилу видніється великий процесійний хрест.

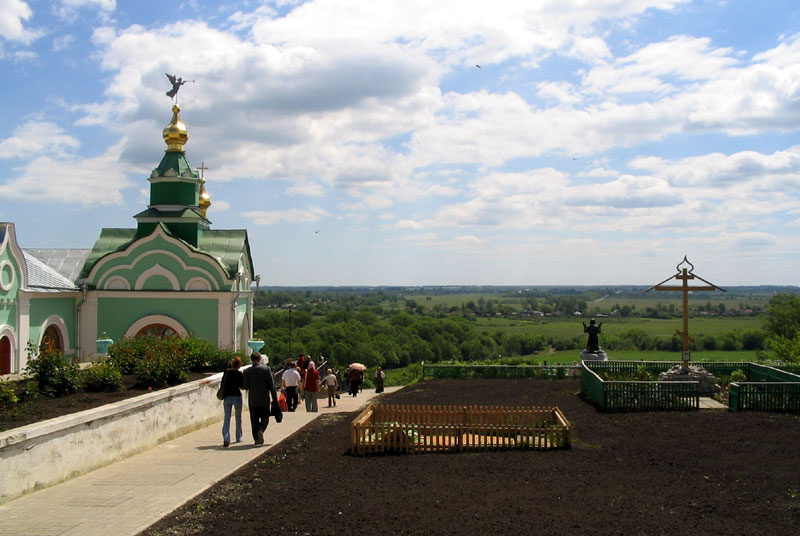
Корінна пустинь

Хресний хід є репрезентативною для стилю Рєпіна того періоду, оскільки спочатку здається, що це сцена з повсякденного життя в Росії. Насправді вона виразно показує людей з різних соціальних верств, які об'єдналися і колективно рухаються до місця призначення в Корінну пустинь.

## Сприйняття та відгуки
Картина була дуже популярною, але суперечливою. Журнал, який опублікував схвальну рецензію провідного критика Володимира Стасова, в наступному номері опублікував редакційну статтю, яка відмежувалася від його поглядів, а також другу рецензію редактора. Стасов приділив багато уваги насильству вершників над натовпом. Окрім Льва Толстого, який похвалив картину і вважав її нейтральною у зображенні суспільного ладу, всі були згодні з тим, що вона була ворожою до встановленого суспільного устрою. Інший рецензент з несхваленням відзначив «небажаних осіб, які юрмилися навколо картини на виставці, відзначаючи переважання емансипованих жінок з короткими стрижками, нігілістично налаштованих молодих людей і сильний єврейський елемент; головних персонажів імперської ксенофобії».
Письменник Річард Бретелл охарактеризував картину як «своєрідну суму російського суспільства, різноманітні члени якого неспокійно, але разом рухаються запиленою стежкою через голий пейзаж до майбутнього, якого не бачить навіть художник». "Критик Крістіан Брінтон побачив суміш «товстих, одягнених у золото священиків, тупих селян, жалюгідних калік, жорстоких язикатих чиновників і пихатих сільських сановників». Рєпін менш симпатизує привілейованим членам процесії, яких він зображує байдужими та байдужими до своїх стражденних попутників. Безправні члени російського суспільства представлені, зокрема, старими і молодими селянами на лівому передньому плані (кріпосне право в Росії було скасовано у 1861 році).
Картина була придбана провідним російським колекціонером Павлом Третьяковим за рекордні 10000 рублів, але Третьяков хотів, щоб Рєпін замінив служниць, які несли порожню раку, на «прекрасну молоду дівчину, що випромінює духовне піднесення». Рєпін відмовився. Велика колекція Третьякова була відкрита як музей ще за його життя, і зараз це значно розширена державна Третьяковська галерея у Москві.